# The Dollybirds
The Dollybirds was een pop/rock-band uit Haarlem, bestaande uit Dennis Wind (zanger, gitarist), Maarten Dekker (bassist, zanger), Ivo Dinkelaar (gitarist, zanger) en Jim Klingers (drummer).
In 2001 stond de band op Lowlands en in 2002 op Eurosonic. datzelfde jaar brachten ze ook hun debuutalbum "Popcorn and a Diet Coke" onder het label Mercury uit.